# Gandhi Bridge
Gandhi Bridge is een brug over de rivier Sabarmati in Ahmedabad, de grootste stad van de Indiase deelstaat Gujarat. De brug werd gebouwd in 1939 en in 1940 geopend. In 2000 werd de brug verbreed. De brug is vernoemd naar Mahatma Gandhi.